# João Sacramento
João Pedro Machado Sacramento (* 31. Januar 1989 in Barcelos) ist ein portugiesischer Fußballtrainer. Seit der Saison 2025/26 trainiert er den österreichischen Bundesligisten LASK.

## Karriere
Sacramento arbeitete zu Beginn seiner Laufbahn jahrelang in Wales, wo er zunächst als Scout bei Cardiff City tätig war und zwischen 2011 und 2013 Analyst der Nationalmannschaft. Zwischen 2014 und 2017 arbeitete er dann als Scout für die AS Monaco.
Im Januar 2017 wurde er Co-Trainer in Frankreich beim OSC Lille. Im November 2019 wurde Sacramento Assistenztrainer von José Mourinho beim englischen Premier-League-Klub Tottenham Hotspur. Gemeinsam mit Mourinho wurde er dort im April 2021 entlassen. Zur Saison 2021/22 wechselte er mit seinem Landsmann nach Italien zur AS Rom. Diese verließ er aber bereits im Dezember 2021 wieder. Anschließend kehrte er zur Saison 2022/23 nach Frankreich zurück und schloss sich erneut Christophe Galtier als Co-Trainer bei Paris Saint-Germain an. Dort gewann er die französische Meisterschaft, nach Saisonende wurde das Duo aber entlassen. Im Oktober 2023 folgte er Galtier dann in den Katar zum al-Duhail SC.
Zur Saison 2025/26 übernahm Sacramento den österreichischen Bundesligisten LASK als Cheftrainer, bei dem er einen bis 2027 laufenden Vertrag erhielt.

## Privatleben
Sacramento wurde in Portugal als Sohn des Elektroingenieurs Ernestino Sacramento und seiner Frau geboren. In Wales absolvierte er einen Master of Football Coaching and Performance an der University of Glamorgan. Er spricht fließend Spanisch, Französisch, Englisch, Italienisch und Portugiesisch.